# ヴェルト (オストアルプ郡)
ヴェルト (ドイツ語: Wört) は、ドイツ連邦共和国バーデン＝ヴュルテンベルク州シュトゥットガルト行政管区のオストアルプ郡に属す町村（以下、本項では便宜上「町」と記述する）である。

## 地理

### 位置
ヴェルトは、シュヴェービッシェ・アルプ北東前山地方フィルングルントの、ロータハ川の谷に位置する。ロータハ川はヴェルニッツ川の支流である。この町はディンケルスビュール (6 km) とエルヴァンゲン (13 km) との間にある。

### 隣接する市町村
ヴェルトは、北はシュヴェービッシュ・ハル郡のフィヒテナウ、東はバイエルン州のディンケルスビュール、南はシュテットレン、西はエレンベルク（ともにオストアルプ郡）と境を接している。

### 自治体の構成
自治体としてのヴェルトは、中心集落のヴェルトの他、いくつかの小集落や住宅地からなる。

### 土地利用
| 土地利用種別面積 | 農業用地 | 森林   | 住宅地 | 産業用地 | 交通用地 | 水域  | レジャー用地 | その他 |
| ---------------- | -------- | ------ | ------ | -------- | -------- | ----- | ------------ | ------ |
| 面積 (km2)       | 7.66     | 8.13   | 0.35   | 0.14     | 0.74     | 0.62  | 0.09         | 0.44   |
| 占有率           | 42.1 %   | 44.7 % | 1.9 %  | 0.8 %    | 4.1 %    | 3.4 % | 0.5 %        | 2.4 %  |

州統計局の2015年現在のデータによる。

## 歴史
ヴェルトは1221年に初めて文献に記録されている。この集落は、時代とともに様々な領主、メンヒスロート修道院、ディンケルスビュール、エルヴァンゲン、再びディンケルスビュールの支配を受けた。帝国代表者会議主要決議に基づく陪臣化により、この集落は1806年にヴュルテンベルク王国領となり、初めはオーバーアムト・エルヴァンゲンに属した。オーバーアムトの廃止に伴い、ヴェルトはアーレン郡に所属した。1973年の郡の再編で、新たに創設されたオストアルプ郡に編入された。

## 住民

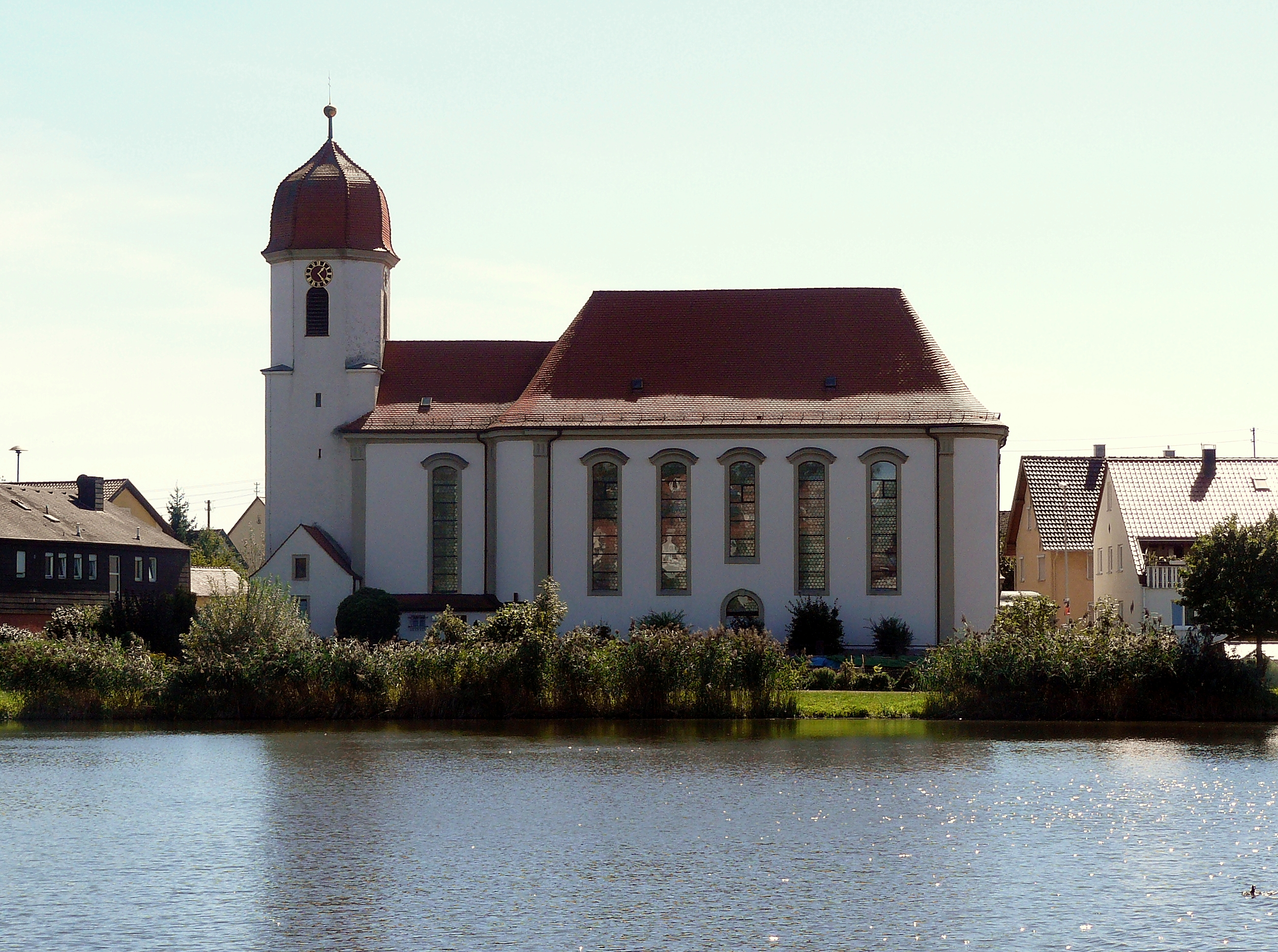
ヴェルトのカトリック教会聖ニコラウス教会

### 宗教
宗教改革後、ヴェルトは宗教上2つに分かれた。ゼクリンゲンに組み込まれた町の北側はエッティンゲン家によってルター派の信仰となった。シュテットレンと統合された南側はローマ＝カトリックのエルヴァンゲン修道参事会諸侯領に属した。現在でも、カトリック教会とプロテスタント教会（ヴェルト教会区）の両方がある。

## 行政

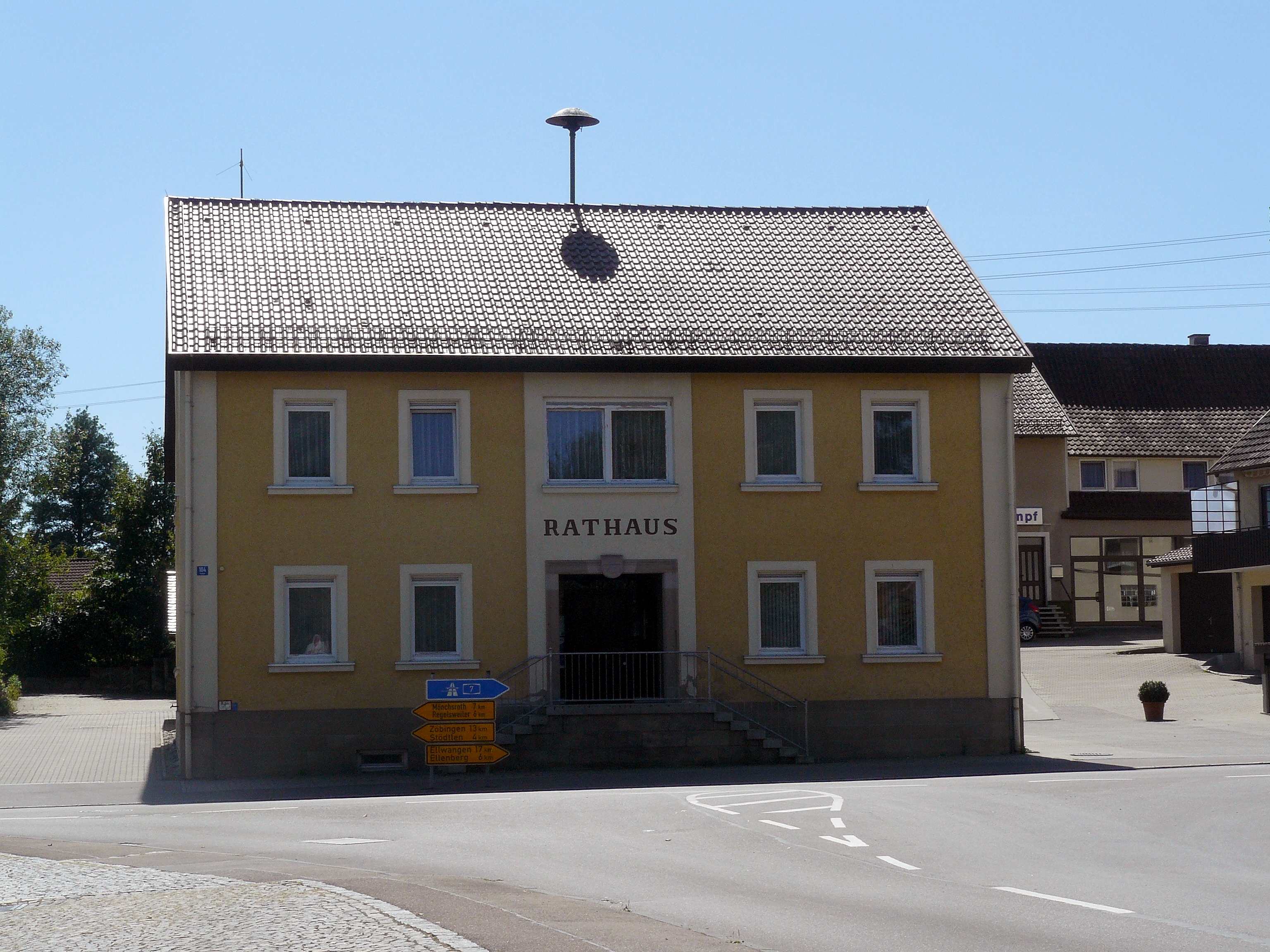
ヴェルトの町役場

### 行政共同体
ヴェルトは、エルヴァンゲン (ヤクスト) 行政共同体に加盟している。

### 議会
2009年6月7日の町議会選挙に基づくこの町の議会は、10議席で構成されている。

### 町長
- 1948年 - 1965年: ヨーゼフ・シェンク
- 1965年 - 1994年: ヘルムート・ヴルスト
- 1994年 - : トーマス・ザウール

## 経済と社会資本
ヴェルトには約 1,200人分の職場がある。約1,000人のこの町に通勤し、330人のヴェルト住民が町外で収入を得ている。この町の主要な雇用主が、電気工学、電子工学用のコネクタを製造する TE コネクティヴィティー社である。また、リース水供給目的連合の中央管理地区がヴェルト町内にある。

### 教育
ヴェルトには、基礎課程学校1校と、障害者のための私立養護学校コンラート＝ビーザルスキ＝シューレ（レーア＝ジュートヴェスト・オストヴュルテンベルク＝ホーエンローエ gGmbH が運営している）がある。さらに幼稚園と学習幼稚園が1園ずつある。最寄りの本課程学校はフィヒテナウに、実科学校とギムナジウムはディンケルスビュール、ウンターシュナイトハイム（ゼクタ＝リース実科・工業実科学校）およびエルヴァンゲンにある。1973年の郡の再編後、基礎課程学校の近くに、ヴェルトやその周辺の生徒のために本課程学校の校舎が建設された。しかし生徒数が想定に達しなかったため、この学校は閉鎖され、その後の用途探しが行われた。障害者のためのリハビリテーションセンター・ジュートヴェスト gGmbH（レーア＝ジュートヴェスト）がその頃、障害児の教育のための建物を探していた。そこでコンラート＝ビーザルスキ＝シューレがこの町にでき、時間とともにこの地域の重要な施設に発展し、この町の第2の雇用主となった。

### 上水道
ヴェルトは、1950年のリース水供給目的連合創設メンバーの一員である。この目的連合は2017年現在、オストヴュルテンベルクの約3万人に飲料水を提供している。この目的連合が所有する15の汲み上げ井戸のうち11が、この町のロータハ川の谷にある。リース水供給目的連合のポンプ場および浄水場はこの町の外、メンヒスロートへ行く道の右側にある。